# Эгбелет-ле-Лак
Эгбелет-ле-Лак (фр. Aiguebelette-le-Lac) — коммуна во Франции, департамент Савойя, регион Овернь — Рона — Альпы. Входит в состав кантона Ле-Пон-де-Бовуазен, округ Шамбери. На 2012 год население коммуны составляло 249 человек. На территории коммуны расположено одно из доисторических свайных поселений, внесённое во Всемирное наследие ЮНЕСКО.
Эгбелет-ле-Лак находится на юго-восточном берегу озера Эгбелет у подножья горной цепи Эпин.
Коммуна впервые упоминается в 1228 году как Monte Aquebellete. В XV веке Эгбелет разграничивал диоцезы Гренобля и Беле.
В Эгбелет-ле-Лак проводился чемпионат мира по академической гребле в 1997 году.

## Население
Согласно переписи 2012 года население Эгбелет-ле-Лак составляло 249 человек (51,0 % мужчин и 49,0 % женщин). Население коммуны по возрастному диапазону распределилось следующим образом: 14,9 % — жители младше 14 лет, 12,4 % — между 15 и 29 годами, 20,5 % — от 30 до 44 лет, 28,9 % — от 45 до 59 лет и 23,3 % — в возрасте 60 лет и старше. Среди жителей старше 15 лет 45,3 % состояли в браке, 36,3 % — не состояли, 13,2 % — были в разводе, 5,2 % — вдовствовали.
Среди населения старше 15 лет (194 человек) 4,1 % населения не имели образования, 3,6 % — имели только начальное образование, 5,2 % — закончили только колледж, 25,3 % — получили аттестат об окончании лицея, 21,6 % — закончили полное среднее образование или среднее специальное образование, 15,5 % — закончили сокращённое высшее образование и 24,7 % — получили полное высшее образование.
В 2012 году из 170 человек трудоспособного возраста (от 15 до 64 лет) 133 были экономически активными, 37 — неактивными (показатель активности 78,2 %, в 2007 году — 78,4 %). Из 133 активных трудоспособных жителей работали 118 человек (69 мужчины и 49 женщины), 15 числились безработными. Среди 37 трудоспособных неактивных граждан 11 были учениками либо студентами, 16 — пенсионерами, а ещё 10 — были неактивны в силу других причин. В 2013 году средний доход в месяц составлял 2428 €, в год — 29 136 €.
Динамика численности населения:
| Население коммуны в XIX—XXI веках |
| --------------------------------- |
|                                   |